# John A. Sanford
John A. "Jack" Sanford, född 26 juli 1929 i Moorestown, New Jersey, död 17 oktober 2005 i Escondido, Kalifornien, var en jungiansk psykoanalytiker och anglikansk präst.
Han prästvigdes 1955, och arbetade därefter under sjutton år som präst i olika församlingar. Han influerades starkt av sin mentor, Fritz Kunkel, som var en hängiven lärjunge till psykoanalytikern Carl Gustav Jung. Han var under lång tid medlem av det amerikanska kommunistpartiet. 
Sanford författade böcker om drömtydning, i vilka han kombinerade andliga och vetenskapliga perspektiv. Han skrev även ett antal romaner, vilka speglade hans intresse för de amerikanske indianernas historia, myt och legend. Han skrev också en bok som helt avvek från hans övriga författarskap: Running with your dogs, som behandlade hans passion för långdistanslöpning. Han ägnade sig åt löpning ända upp i sjuttioårsåldern, och fotvandrande också i bland annat Sierra Leone.
Under 2002 och 2003 utvecklade han Alzheimers sjukdom, och flyttades av sina släktingar till ett ålderdomshem i Kalifornien, där han avled 2005 vid en ålder av 76 år.

## Verk i urval
- Between People: Communicating One-To-One"
- Dreams: God's Forgotten Language
- Dreams and Healing
- Evil: The Shadow Side of Reality
- Fate, Love, and Ecstasy: Wisdom from the Lesser-Known Goddesses of the Greeks
- Healing and Wholeness
- Healing Body and Soul
- The Invisible Partners: How the Male and Female in Each of Us Affects Our Relationships
- King Saul, the Tragic Hero: A Study in Individuation
- The Kingdom Within: The Inner Meaning of Jesus' Sayings
- The Man Who Lost His Shadow
- The Man Who Wrestled with God: Light from the Old Testament on the Psychology of Individuation
- Ministry Burnout
- Mystical Christianity: A Psychological Commentary on the Gospel of John
- The Song of the Meadowlark: The Story of an American Indian and the Nez Perce War
- Soul Journey: A Jungian Analyst Looks at Reincarnation
- The Strange Trial of Mr Hyde: A New Look at the Nature of Human Evil
- What Men are Like